# Álvaro López San Martín
Álvaro López San Martín (* 2. Juni 1997 in Barcelona) ist ein spanischer Tennisspieler.

## Karriere
López San Martín spielte bis 2015 auf der ITF Junior Tour. Dort konnte er mit Rang 11 Ende 2015 seine höchste Notierung in der Jugend-Rangliste erreichen. Bei den Grand-Slam-Turnieren war im Einzel sein bestes Resultat der Viertelfinaleinzug in Wimbledon, wo er gegen Mikael Ymer verlor. Im Doppel spielte er weniger Turniere, konnte aber dennoch seinen größten Titel mit dem Sieg bei den French Open feiern. An der Seite von Jaume Munar besiegte er William Blumberg und Tommy Paul.
Bei den Profis spielte López San Martín ab 2015 regelmäßig. In seinem ersten Jahr konnte er auf der untersten Tourebene, der ITF Future Tour sein erstes Finale erreichen. 2016 zog er schon in sechs Finals ein und gewann drei Titel; im Doppel war er ebenfalls dreimal erfolgreich. Dadurch kam er zu Platz 350 in der Weltrangliste im Einzel. 2017 konnte er nicht an die Erfolge anknüpfen und verlor bei vielen Turnieren früh, erreichte keine Endspiele mehr, sodass er zwischenzeitlich sogar aus den Top 1000 fiel. 2018 fing er sich wieder und zog in vier Endspiele ein, bei denen er zwei weitere Titel gewann – einer kam im Doppel hinzu. Er stieg wieder in die Top 500 ein. In den folgenden Jahren konnte er sein Ranking konstant halten, aber nicht weiter nach oben steigen. 2019 gewann er Future-Titel sechs und sieben im Einzel sowie Nummer fünf im Doppel. Den ersten Sieg bei einem Challenger-Turnier gelang ihm in Alicante, als er nach zwei Siegen das Achtelfinale erreichte.
2021 steigerte er sich und stieg nach drei weiteren Titeln bei Futures auf sein Karrierehoch von Platz 341. So konnte er häufiger an Turnieren der Challenger Tour teilnehmen, wo ein Durchbruch bislang ausblieb. Nach drei weiteren Titeln 2022 hielt er seine Position innerhalb der Top 400, während er im Doppel zeitgleich erstmals in dieselben Sphären vorstieß und mit Rang 407 sein Karrierehoch erreichte. 2022 nahm der Spanier an den Mittelmeerspielen teil, wo er im Einzel das Viertelfinale und im Doppel das Finale erreichte.